# Belhassen Aloui
Belhassen Aloui (ur. 17 marca 1973 w Tunisie) – tunezyjski piłkarz grający na pozycji napastnika. W swojej karierze rozegrał 8 meczów i strzelił 2 gole w reprezentacji Tunezji.

## Kariera klubowa
Swoją karierę piłkarską Aloui rozpoczął w klubie Espérance Tunis. W sezonie 1993/1994 wywalczył z nim mistrzostwo Tunezji oraz zdobył Puchar Mistrzów. W 1994 roku odszedł do CS Hammam-Lif, w którym spędził dwa lata. W sezonie 1994/1995 był królem strzelców pierwszej ligi tunezyjskiej z 18 strzelonymi bramkami. W 1996 roku przeszedł do Club Africain. W sezonie 1997/1998 był z niego wypożyczony do CO Medenine. W latach 1999–2002 ponownie grał w CS Hammam-Lif, w którym zakończył swoją karierę.

## Kariera reprezentacyjna
W reprezentacji Tunezji Aloui zadebiutował 22 lipca 1995 w przegranym 1:2 towarzyskim meczu z Algierią, rozegranym w Algierze. W 1996 roku powołano go do kadry na Puchar Narodów Afryki 1996. Na tym turnieju rozegrał dwa mecze: grupowy z Wybrzeżem Kości Słoniowej (3:1) i ćwierćfinale z Gabonem (1:1, k. 4:1). Z Tunezją wywalczył wicemistrzostwo Afryki. Od 1995 do 1996 rozegrał w kadrze narodowej 8 meczów i strzelił 2 gole.